# Dracula 2000
Dracula 2000 (br Drácula 2000; pt Drácula 2001) é um filme estadunidense de 2000 dirigido por Patrick Lussier e estrelado por Jonny Lee Miller, Justine Waddell, Gerard Butler, Jennifer Esposito e Christopher Plummer.
Conta a história do lendário Drácula, colocando-a na  contemporaneidade.

## Sinopse
Por engano um grupo de ladrões liberta o terrível Drácula de seu sono. Então ele sai à procura de  Mary, descendente direta de Van Helsing, que o havia aprisionado centenas de anos antes. Nessa busca, Drácula espalha um rastro de morte e sedução em seu caminho, criando um exército de vampiros recém-transformados. Depois de localizar Mary, ele tenta seduzí-la, mas ela pretende caçá-lo em companhia de Simon, um caçador de vampiros, mas Drácula é mais poderoso e exerce um estranho poder sobre ela.

## Elenco
- Jonny Lee Miller - Simon
- Justine Waddell - Mary Van Helsing
- Gerard Butler - Drácula
- Jennifer Esposito - Solina
- Christopher Plummer - Abraham Van Helsing
- Colleen Fitzpatrick - Lucy
- Danny Masterson - Trent
- Jeri Ryan - Valerie
- Lochlyn Munro - Peter
- Sean Patrick Thomas - Hal
- Omar Epps - Marcus
- Shane West - J.T.